# Estilo shakespeariano

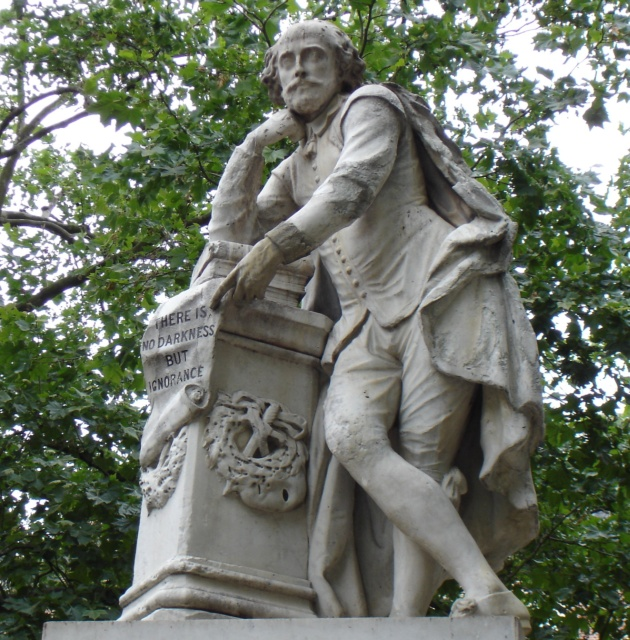
Detalhe de uma estátua de Shakespeare em Londres.

O estilo shakespeariano é caracterizado por alguns usos de certas convenções tradicionais da época de William Shakespeare, embora essas convenções ao longo do tempo tenham aberto espaço para um estilo mais peculiar por parte de Shakespeare.

## Geral
As primeiras peças de Shakespeare foram escritas em um estilo tradicional de sua época. Ele as escreveu em uma linguagem estilizada que nem sempre atendia às necessidades das personagens ou do drama. A poesia depende de sua extensão, e por vezes mostre uma elaboração de conceitos e metáforas, além de sua linguagem ser frequentemente retórica e mais propícia a declamações, ao invés apenas de leituras silenciosas. O grande discurso em Titus Andronicus, na opinião de alguns críticos, às vezes solta-se da ação, por exemplo; A linguagem do verso em Dois Cavaleiros de Verona tem sido descrito como algo longo e ausente de palavras simples.
Pouco tempo depois, porém, Shakespeare começou a adaptar esses estilos tradicionais de sua época para suas próprias vontades e necessidades. O monólogo de abertura de Richard III' mostra as raízes de sua própria declaração sobre o vício no drama medieval. Ao mesmo tempo, a auto-consciência da personagem aguarda com expectativa monólogos mais maduros de Shakespeare, apresentados em peças depois desta. Não é, no entanto, a única peça que marca uma mudança para o estilo livre.
Shakespeare combinou o tradicional e o peculiar durante toda a sua carreira, sendo Romeu e Julieta talvez o melhor exemplo dessa mistura estilística. Com o tempo, em meados da década de 1590, ele começou a desenvolver uma escrita mais natural, cada vez mais sintonizando metáforas e imagens para as necessidades do enredo do drama.